# Индевър (совалка)
Индевър (на английски: Endeavour – стремеж, усилие) е космическа совалка от флотата „Спейс Шатъл“ на НАСА. Индевър е конструирана през 1987 г., за да замести совалката Чалънджър, която е унищожена при инцидента през 1986 г. Совалката Индевър е втората совалка, която е извадена от употреба (първата е Дискавъри). Последният ѝ полет е осъществен през май 2011 г., като това е предпоследният полет на космическа совалка въобще. След пенсионирането си совалката е изложена в Калифорнийския научен център.
В изграждането на совалката са използвани материали, останали от другите две действащи совалки към момента на изграждането ѝ – Дискавъри и Атлантис. Совалката е кръстена на британския кораб Индевър, с който капитан Джеймс Кук извършва първата си околосветска експедиция през 1768 – 1771 г. Името на совалката е избрано чрез национален конкурс между ученици от училищата и гимназиите. Участниците пишат есе за името, неговата история и защо то е подходящо за космическа совалка на НАСА. Най-популярното име, за което пишат около една трета от всички, се оказва Индевър. Училищата, спечелили състезанието, са наградени на няколко церемонии, включително и на церемония на Белия дом от тогавашния президент Джордж Х. У. Буш.

## Полети
| #  | Дата изстрелване | Полет   | Стартова площадка | Приземяване              | Бележки |
| -- | ---------------- | ------- | ----------------- | ------------------------ | --- |
| 1  | 1992-05-07       | STS-49  | 39-B              | ВВС база Едуардс         | Първи полет на Индевър. Екипаж: Даниел Бранденщайн (командир), Кевин Чилтън (пилот), Пиер Тю, Кетрин Торнтън, Ричард Хиб, Томас Ейкърс и Брюс Мелник. Ремонт на Intelsat VI. Първа тричленна космическа разходка, най-дълга американска космическа разходка от полета на Аполо 17. |
| 2  | 1992-09-12       | STS-47  | 39-B              | Космически център Кенеди | Мисия J на Spacelab |
| 3  | 1993-01-13       | STS-54  | 39-B              | Кенеди                   | Извежда в космоса сателита TDRS-F |
| 4  | 1993-06-21       | STS-57  | 39-B              | Кенеди                   | Експерименти със Spacelab. Връща на Земята European Retrievable Carrier |
| 5  | 1993-12-02       | STS-61  | 39-B              | Кенеди                   | Първа ремонтна мисия на космическия телескоп Хъбъл (HSM-1) |
| 6  | 1994-04-09       | STS-59  | 39-A              | Кенеди                   | Експерименти с Космическата радарна лаборатория |
| 7  | 1994-09-30       | STS-68  | 39-A              | Едуардс                  | Експерименти с Космическата радарна лаборатория |
| 8  | 1995-03-02       | STS-67  | 39-A              | Едуардс                  | Експеримент Astro-2 на Spacelab |
| 9  | 1995-09-07       | STS-69  | 39-A              | Кенеди                   | Wake Shield Facility и други експерименти |
| 10 | 1996-01-11       | STS-72  | 39-B              | Кенеди                   | Връща на земята японския Space Flyer Unit |
| 11 | 1996-05-19       | STS-77  | 39-B              | Кенеди                   | Spacelab експерименти |
| 12 | 1998-01-22       | STS-89  | 39-A              | Кенеди                   | Скачва се с космическата станция Мир и извършва ротация на екипажа |
| 13 | 1998-12-04       | STS-88  | 39-A              | Кенеди                   | Мисия до МКС – доставя първия американски компонент на станцията – Юнити |
| 14 | 2000-02-11       | STS-99  | 39-A              | Кенеди                   | Топографска радарна мисия |
| 15 | 2000-11-30       | STS-97  | 39-B              | Кенеди                   | Доставя Ферма П6 на МКС |
| 16 | 2001-04-19       | STS-100 | 39-A              | Едуардс                  | Доставя Канадарм2 на МКС |
| 17 | 2001-12-05       | STS-108 | 39-B              | Кенеди                   | Извършва ротация на екипажа на МКС (сменя Експедиция 3 с Експедиция 4) |
| 18 | 2002-06-05       | STS-111 | 39-A              | Кенеди                   | Извършва ротация на екипажа на МКС (сменя Експедиция 4 с Експедиция 5) |
| 19 | 2002-11-23       | STS-113 | 39-A              | Кенеди                   | Извършва ротация на екипажа на МКС (сменя Експедиция 3 с Експедиция 4) и доставя Ферма П1. Последен полет преди инцидента с Колумбия. |
| 20 | 2007-08-08       | STS-118 | 39-A              | Кенеди                   | Доставя Ферма С5 на МКС и носи провизии със SPACEHAB |
| 21 | 2008-03-11       | STS-123 | 39-A              | Кенеди                   | Доставя японския херметизирания товарен модул и Декстър на МКС |
| 22 | 2008-11-14       | STS-126 | 39-A              | Едуардс                  | Доставя провизии и оборудване с МТМ Леонардо и извършва ротация на членове на Експедиция 18 на МКС (Сандра Магнус сменя Грегъри Шамитоф) |
| 23 | 2009-07-15       | STS-127 | 39-A              | Кенеди                   | Доставя външната платформа на Кибо на МКС заедно с резервни части |
| 24 | 2010-02-08       | STS-130 | 39-A              | Кенеди                   | Доставя модулите Транквилити и Купола на МКС |
| 25 | 2011-05-16       | STS-134 | 39-A              | Кенеди                   | Последна мисия на Индевър. Екипаж: Марк Кели (командир), Грегъри Харалд Джонсън (пилот), Едуард Финки, Роберто Витори (Италия), Ендрю Фойстъл и Грегъри Шамитоф. Доставя Алфа-магнитния спектрометър и Транспортно-складов палет Експрес 3 на МКС                                  |

### Емблеми на мисиите
| Сборна емблема за всички мисии на совалката Индевър | Сборна емблема за всички мисии на совалката Индевър | Сборна емблема за всички мисии на совалката Индевър | Сборна емблема за всички мисии на совалката Индевър | Сборна емблема за всички мисии на совалката Индевър | Сборна емблема за всички мисии на совалката Индевър | Сборна емблема за всички мисии на совалката Индевър | Сборна емблема за всички мисии на совалката Индевър |
| Емблеми на мисиите на Индевър                       | Емблеми на мисиите на Индевър                       | Емблеми на мисиите на Индевър                       | Емблеми на мисиите на Индевър                       | Емблеми на мисиите на Индевър                       | Емблеми на мисиите на Индевър                       | Емблеми на мисиите на Индевър                       | Емблеми на мисиите на Индевър                       |
| --------------------------------------------------- | --------------------------------------------------- | --------------------------------------------------- | --------------------------------------------------- | --------------------------------------------------- | --------------------------------------------------- | --------------------------------------------------- | --------------------------------------------------- |
|                                                     |                                                     |                                                     |                                                     |                                                     |                                                     |                                                     |                                                     |
| STS-49                                              | STS-47                                              | STS-54                                              | STS-57                                              | STS-61                                              | STS-59                                              | STS-68                                              | STS-67                                              |
|                                                     |                                                     |                                                     |                                                     |                                                     |                                                     |                                                     |                                                     |
| STS-69                                              | STS-72                                              | STS-77                                              | STS-89                                              | STS-88                                              | STS-99                                              | STS-97                                              | STS-100                                             |
|                                                     |                                                     |                                                     |                                                     |                                                     |                                                     |                                                     |                                                     |
| STS-108                                             | STS-111                                             | STS-113                                             | STS-118                                             | STS-123                                             | STS-126                                             | STS-127                                             | STS-130                                             |
|                                                     |                                                     |                                                     |                                                     |                                                     |                                                     |                                                     |                                                     |
| STS-134                                             |                                                     |                                                     |                                                     |                                                     |                                                     |                                                     |                                                     |